# Старое Село (Велижский район)
Старое Село — деревня в Велижском районе Смоленской области России. Входит в состав Крутовского сельского поселения. Население — 226 жителей (2007 год).
Расположена в северо-западной части области в 12 км к юго-востоку от Велижа, в 4 км западнее автодороги Р133 Смоленск — Невель, на берегу реки Вязьмена. В 60 км южнее деревни расположена железнодорожная станция Голынки на линии Смоленск — Витебск.

## История
В годы Великой Отечественной войны деревня была оккупирована гитлеровскими войсками в июле 1941 года, освобождена в сентябре 1943 года.